# Luo Rui
Dans ce nom chinois, le nom de famille, Luo, précède le nom personnel.
Pour les articles homonymes, voir Luo.
Luo Rui (en chinois : 罗锐), née le 26 novembre 2005 dans la province du Sichuan, est une gymnaste artistique chinoise.

## Carrière
Luo Rui est médaillée de bronze aux barres asymétriques aux Championnats du monde de gymnastique artistique 2021.